# Olympische Sommerspiele 2016/Schwimmen – 200 m Lagen (Männer)
Der Wettbewerb über 200 Meter Lagen der Männer bei den Olympischen Spielen 2016 in Rio de Janeiro wurde am 10. und 11. August 2016 im Olympic Aquatics Stadium ausgetragen. 30 Athleten aus 23 Ländern nahmen daran teil.
Es fanden vier Vorläufe statt. Die 16 schnellsten Schwimmer aller Vorläufe qualifizierten sich für die zwei Halbfinals, die am gleichen Tag ausgetragen werden. Auch hier qualifizierten sich die Finalteilnehmer über die acht schnellsten Zeiten beider Halbfinals.
Abkürzungen:

WR = Weltrekord, OR = olympischer Rekord, NR = nationaler Rekord

ER = Europarekord, NAR = Nordamerikarekord, SAR = Südamerikarekord, ASR = Asienrekord, AFR = Afrikarekord, OZR = Ozeanienrekord

## Bestehende Rekorde
| Weltrekord         | Ryan Lochte ( Vereinigte Staaten)    | 1:54,00 min | Shanghai, Volksrepublik China | 28. Juli 2011   |
| Olympischer Rekord | Michael Phelps ( Vereinigte Staaten) | 1:54,23 min | Peking, Volksrepublik China   | 15. August 2008 |

## Titelträger
| Olympiasieger     | Michael Phelps ( Vereinigte Staaten) | 1:54,27 min | London 2012 |
| Weltmeister       | Ryan Lochte ( Vereinigte Staaten)    | 1:55,81 min | Kasan 2015  |
| Europameister     | Andreas Vazaios ( Griechenland)      | 1:58,18 min | London 2016 |
| Deutscher Meister | Philip Heintz                        | 1:58,31 min | Berlin 2012 |

## Vorlauf

### Vorlauf 1
| Platz | Name                | Nation     | Zeit        | Anmerkung |
| ----- | ------------------- | ---------- | ----------- | --------- |
| 1     | Raphaël Stacchiotti | Luxemburg  | 2:00,21 min |           |
| 2     | Hu Yixuan           | China      | 2:00,70 min |           |
| 3     | Emmanuel Vanluchene | Belgien    | 2:01,36 min |           |
| 4     | Uvis Kalniņš        | Lettland   | 2:02,34 min |           |
| 5     | Marko Blazhevski    | Mazedonien | 2:02,54 min |           |
| 6     | Ahmed Mathlouthi    | Tunesien   | 2:04,95 min |           |

### Vorlauf 2
| Platz | Name                 | Nation             | Zeit        | Anmerkung       |
| ----- | -------------------- | ------------------ | ----------- | --------------- |
| 1     | Ryan Lochte          | Vereinigte Staaten | 1:57,38 min |                 |
| 2     | Philip Heintz        | Deutschland        | 1:57,59 min | NR              |
| 3     | Henrique Rodrigues   | Brasilien          | 1:58,56 min |                 |
| 4     | Alexis Santos        | Portugal           | 1:59,67 min |                 |
| 5     | Travis Mahoney       | Australien         | 2:00,18 min |                 |
| 6     | Mohamed Hussein      | Ägypten            | 2:02,36 min |                 |
| –     | Thomas Fraser-Holmes | Australien         | —           | Nicht gestartet |
| –     | Federico Turrini     | Italien            | —           | Nicht gestartet |

### Vorlauf 3
| Platz | Name               | Nation         | Zeit        | Anmerkung       |
| ----- | ------------------ | -------------- | ----------- | --------------- |
| 1     | Kosuke Hagino      | Japan          | 1:58,79 min |                 |
| 2     | Wang Shun          | China          | 1:58,98 min |                 |
| 3     | Andreas Vazaios    | Griechenland   | 1:59,33 min |                 |
| 4     | Daniel Wallace     | Großbritannien | 1:59,44 min |                 |
| 5     | Jérémy Desplanches | Schweiz        | 1:59,67 min |                 |
| 6     | Gal Nevo           | Israel         | 1:59,80 min |                 |
| 7     | Semjon Makowitsch  | Russland       | 1:59,86 min |                 |
| –     | Dávid Verrasztó    | Ungarn         | —           | Nicht gestartet |

### Vorlauf 4
| Platz | Name                   | Nation             | Zeit        | Anmerkung |
| ----- | ---------------------- | ------------------ | ----------- | --------- |
| 1     | Michael Phelps         | Vereinigte Staaten | 1:58,41 min |           |
| 2     | Thiago Pereira         | Brasilien          | 1:58,63 min |           |
| 3     | Hiromasa Fujimori      | Japan              | 1:58,88 min |           |
| 4     | Simon Sjödin           | Schweden           | 1:59,41 min |           |
| 5     | Eduardo Solaeche Gómez | Spanien            | 1:59,67 min |           |
| 6     | Ieuan Lloyd            | Großbritannien     | 1:59,74 min |           |
| 7     | Bradlee Ashby          | Neuseeland         | 1:59,77 min |           |
| 8     | Diogo Carvalho         | Portugal           | 2:00,17 min |           |

## Halbfinale

### Lauf 1
| Platz | Name                   | Nation      | Zeit        | Anmerkung |
| ----- | ---------------------- | ----------- | ----------- | --------- |
| 1     | Kosuke Hagino          | Japan       | 1:57,38 min |           |
| 2     | Wang Shun              | China       | 1:58,12 min |           |
| 3     | Philip Heintz          | Deutschland | 1:58,85 min |           |
| 4     | Henrique Rodrigues     | Brasilien   | 1:59,23 min |           |
| 5     | Alexis Santos          | Portugal    | 2:00,08 min |           |
| 6     | Bradlee Ashby          | Neuseeland  | 2:00,45 min |           |
| 7     | Eduardo Solaeche Gómez | Spanien     | 2:00,47 min |           |
| 8     | Simon Sjödin           | Schweden    | 2:00,81 min |           |

### Lauf 2
| Platz | Name               | Nation             | Zeit        | Anmerkung |
| ----- | ------------------ | ------------------ | ----------- | --------- |
| 1     | Michael Phelps     | Vereinigte Staaten | 1:55,78 min |           |
| 2     | Ryan Lochte        | Vereinigte Staaten | 1:56,28 min |           |
| 3     | Thiago Pereira     | Brasilien          | 1:57,11 min |           |
| 4     | Daniel Wallace     | Großbritannien     | 1:57,97 min |           |
| 5     | Hiromasa Fujimori  | Japan              | 1:58,20 min |           |
| 6     | Ieuan Lloyd        | Großbritannien     | 1:59,49 min |           |
| 7     | Andreas Vazaios    | Griechenland       | 1:59,54 min |           |
| 8     | Jérémy Desplanches | Schweiz            | 2:00,38 min |           |

## Finale
12. August 2016, 04:01 MEZ
| Platz | Name              | Nation             | Zeit        | Anmerkung |
| ----- | ----------------- | ------------------ | ----------- | --------- |
| 1     | Michael Phelps    | Vereinigte Staaten | 1:54,66 min |           |
| 2     | Kosuke Hagino     | Japan              | 1:56,61 min |           |
| 3     | Wang Shun         | China              | 1:57,05 min |           |
| 4     | Hiromasa Fujimori | Japan              | 1:57,21 min |           |
| 4     | Ryan Lochte       | Vereinigte Staaten | 1:57,47 min |           |
| 6     | Philip Heintz     | Deutschland        | 1:57,48 min | NR        |
| 7     | Thiago Pereira    | Brasilien          | 1:58,02 min |           |
| 8     | Daniel Wallace    | Großbritannien     | 1:58,54 min |           |